# 卡都維歐族
卡都維歐族，又譯卡都衛歐族（葡萄牙語：Cadiuéus，卡都維歐語：Kadiwéu）是一支巴西的原住民族，善於馬術。

## 語言
卡都維歐語屬於瓜祖魯語族。

## 分布
卡都維歐族現居於巴西馬托格羅索穆爾蒂紐港的大型保留區內。該保留區建於1903年。

## 歷史
卡都維歐族是瑪巴亞人最大的現存分支。瑪巴亞人以其精湛的騎術聞名，原有人口約在4,000人左右，18世紀時因歐洲殖民者帶入的天花與流感而滅絕。
巴拉圭戰爭（1865年-1870年）時，卡都維歐族協助巴西與巴拉圭作戰。

## 外部連結
- Kadiwéu artwork （页面存档备份，存于）, National Museum of the American Indian